# Greben Hill
Der Greben Hill (englisch; bulgarisch хълм Гребен wrach Greben) ist ein 924 m hoher Hügel auf der Trinity-Halbinsel des Grahamlands im Norden der Antarktischen Halbinsel. Er ragt 2,81 km nordnordwestlich des Ledenika Peak, 5,12 km südwestlich des Corner Peak und 3,42 km südöstlich des Hanson Hill in den Srednogorie Heights auf. Der Malorad-Gletscher liegt nördlich von ihm.
Deutsche und britische Wissenschaftler kartierten ihn 1996 gemeinsam. Die bulgarische Kommission für Antarktische Geographische Namen benannte ihn 2010 nach dem Berg Greben im Westen Bulgariens.